# ブラッコ・イタリアーノ

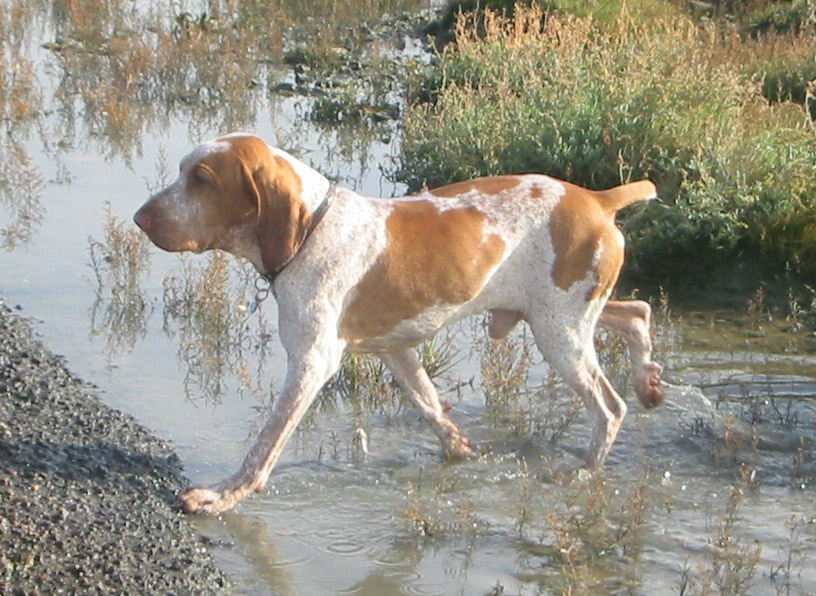

ブラッコ・イタリアーノ（英：Bracco Italiano）とは、イタリア原産のポインター犬種である。別名のイタリアン・ポインター（英：Italian Pointer）の名で呼ばれる事もある古代犬種である。

## 歴史
世界中で最も古いポインティング・ドッグのひとつであると考えられていて、紀元前5世紀ごろ、地元の猟犬とカーネ・ディ・マチェライオと思われるモロシアンタイプの犬種を交配させて作出された。それから何百年もの間イタリア唯一のポインターとして使われ、2つの地域で2つのタイプに発展した。それはピエモンテ地方で発展したピエモンテ・ビアンコ・アランチオ（英：Piedmont Bianco Arrancio ）と、ロンバルディア地方で発展したロンバルディア・ロアノ・マロネ（英：Lombardy Roano Marone）であり、お互いに違った特徴や長所を持っている。なお、改良の過程で両タイプにブラッドハウンドの血が加えられた。
第二次世界大戦時にはどちらも絶滅寸前となり、特にロンバルディアタイプは数頭しか生き残りがいないほど個体減少が深刻だった。戦後は愛好家の手によりなんとか数を回復することが出来たが、イタリア外では今でもやや珍しい犬種で、両タイプともにほとんどがショードッグとして飼育されている。
日本にも輸出されていて、2007年の国内登録頭数順位は144位中124位だった。その事を考慮すると日本国内にも多くのブラッコ・イタリアーノが飼育されている事がうかがえる。しかし知名度は低く、2タイプあるということもほとんど知られていないのが現状である。

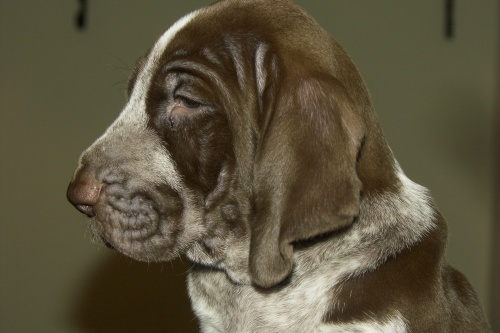

## 両タイプの独立問題
ブラッコ・イタリアーノの2タイプは性格や容姿が違うため、それぞれを独立させようという動きもあったが却下されてしまった。その理由は毛色の違い以外にはあまりタイプごとの違いが顕著ではないというものであったが、事実スタンダードや体型も異なっているため、却下の理由が正しくないとする専門家もいる。現在は2タイプのどちらもブラッコ・イタリアーノとして世界のショーリングに立っており、この犬種が全く知られていない国では2タイプがあることすら認めない国さえもある。

## 特徴
- ピエモンテ・ビアンコ・アランチオ…やや細身ですらりと脚が長く、顔の皮膚のたるみが多い。大きな垂れ耳・飾り毛のない長い垂れ尾だが尾は、3分の2ほどの長さに断尾することもある。コートは柔らかい短毛で、毛色はホワイト地にレモンやレッド、チェスナットなどのいずれか色の斑が入ったもの。性格は穏やかで優しい。体高56-68 cm、体重25-40 kgの大型犬。

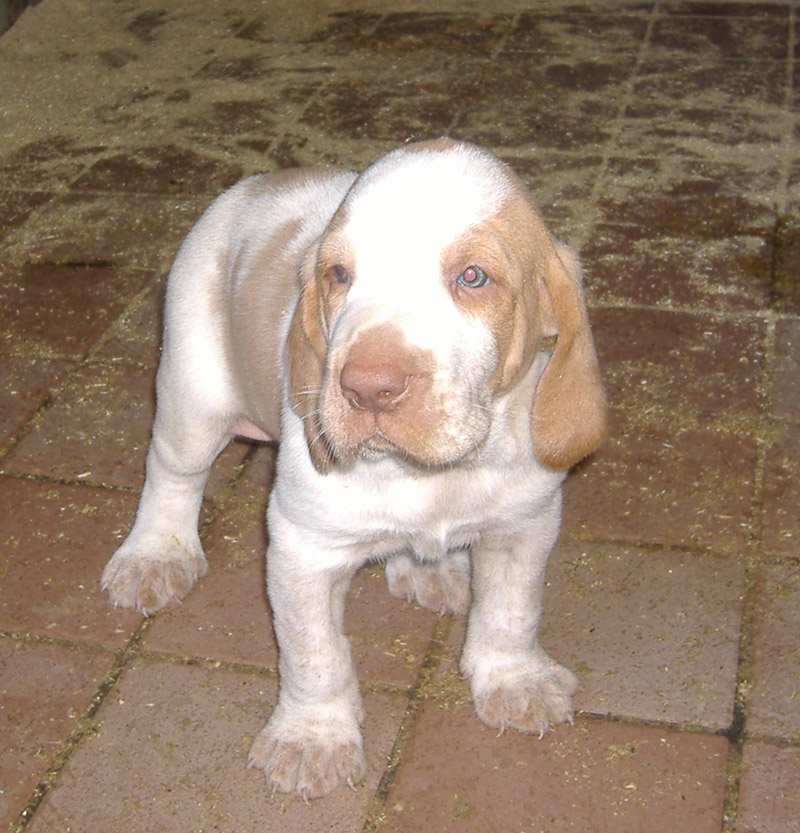

- ロンバルディア・ロアノ・マロネ…がっしりとした筋肉質の体つきで、顔の皮膚のたるみは少ない。長い垂れ耳・飾り毛のない長い垂れ尾だが、尾は3分の2ほどの長さに断尾することもある。コートは短毛で毛色はブラウンやチェスナットのローン。性格は穏やかで友好的。体高56～67cm、体重28～40kg。

## 参考
- 『犬のカタログ2004』（学研）中島眞理 監督･写真-ピエモンテタイプの犬の写真が載っている。
- 『日本と世界の愛犬図鑑2007』（辰巳出版）佐草一優監修-ロンバルディアタイプの犬の写真が載っている。
- 『デズモンド・モリスの犬種事典』（誠文堂新光社）デズモンド・モリス著書、福山英也、大木卓訳 誠文堂新光社、2007年 -断尾されたピエモンテタイプの犬のイラストが載っている。